# 5. Magyar Játékfilmszemle
Az V. Magyar Játékfilmszemlét (MJFSZ) 1969. október 13. és október 18. között rendezte meg Pécsett és Baranyában a Magyar Filmművészek Szövetsége és a Baranya megyei Tanács VB. művelődési osztálya, a Szakszervezetek Baranya megyei Tanácsa és a Pécsi Városi Tanács közreműködésével, a Moziüzemi Vállalat támogatásával. A Palkó Sándor által elnökölt társadalmi zsűri fődíját Sára Sándor első nagyjátékfilmje, a Feldobott kő kapta, míg a közönség díját Fábri Zoltán ifjúsági filmdrámája, A Pál utcai fiúk nyerte el.

## A filmszemle
A játékfilmszemle szervezői a versenyfilmek értékelésére egyetlen, 17 fős társadalmi zsűrit hoztak létre, amely a fődíjról döntött és összesítette a bemutatott szemlefilmek közönségének szavazatait. A szakmai értékelést – 1969-ben csupán a színészi teljesítményeket – a Film- és TV-művészek Szövetsége játékfilm szakosztályának vezetősége elnöksége végezte el, a tagság véleményének figyelembevételével.
A rendezvény, és egyben a társadalmi zsűri elnöki tisztére eredetileg Erdei Ferenc akadémikust kérték fel, azonban ő – más fontos megbízatása miatt – nem tudta ellátni, ezért a zsűri saját soraiból Somogyi Józsefet választotta. Végül, miután a Baranya megyei tanács vb. elnökével kiegészült a zsűri, az elnöki teendőket Palkó Sándor látta el, a záróeseményen már ebbéli minőségében adta át a díjakat.
A filmes seregszemle fő helyszíne a pécsi Petőfi mozi volt, ahol a szemlefilmeket tűzték műsorra, illetve a nyitó- és záróceremóniákat rendezték meg. A szemle másik kiemelt helyszíne volt a Kossuth mozi, ahol a versenyen kívül vetített filmek bemutatói zajlottak. Emellett – a korábbi évekhez hasonlóan – a versenyfilmeket további hat baranyai településen mutatták be: Hosszúhetényben, Mohácson, Sásdon, Sellyén, Szigetvárott és Villányban, ahol a nézők a vetítések után találkozhattak az alkotókkal és a filmek szereplőivel. A két filmszínház tehermentesítése végett az oktatási intézmények hallgatóinak külön vetítették le a külföldi filmeket.
1969-ben emelték a szemlén versenyeztetett filmek számát: az előző szemle óta készült húsz alkotásból nem hatot, hanem nyolc szemlefilmet válogattak be. A versenyfilmeket a filmművész szervezet a szokásos módon, titkos szavazással választotta ki, de ezúttal Pécs, illetve Baranya megye is jogot kapott arra, hogy versenyfilmet hívjon meg a szemlére. Végül a filmszövetség hét filmet, a baranyaiak egyet javasoltak, azt, amelyik a szövetség szavazásán 8. lett (Makk Károly: Isten és ember előtt).
Ugyancsak emelték az ősbemutatók számát. Előzetesen tíz játékfilm vetítését tervezték, azonban Bacsó Péter nagyon várt filmszatírája, A tanú időközben „dobozba került”, és Jancsó Miklós Sirokkó című filmdrámáját sem tűzték műsorra; így nem került sor annak két francia főszereplője, Jacques Charrier és Marina Vlady meghívására sem. Ugyanakkor a szemle egyik vitatémájához kapcsolódóan, Vitányi Iván: Pályakezdőink valóságlátása című bevezető tanulmányával összhangban fiatal filmesek alkotásaiból állítottak össze egy retrospektív sorozatot, elsősorban a külföldi szakemberek részére. Rajtuk kívül bemutattak egy kilenc alkotásból álló válogatást a külföldi fesztiválok legsikeresebb, legszínvonalasabb versenyfilmjeiből. A szervezők eredetileg tervezték Andrej Tarkovszkij kultfilmjének, az 1969-es cannes-i filmfesztiválon versenyen kívül bemutatott Andrej Rubljov vetítését, melynek lenyűgöző művészi hatásáról egyre több szó esett szakmai berkekben, azonban nem sikerült a kópiát megszerezni. A szovjet hatóságok tavasszal kiengedték ugyan a filmet Cannes-ba, ahol FIPRESCI-díjat nyert, azonban a nemzetközi forgalmazására még két évet várni kellett. Az ugyancsak bemutatni kívánt másik Wajda-film, a Minden eladó végül szintén kikerült a programból.
A szemle nagyjátékfilmjein kívül vetítették a Balázs Béla Stúdió, valamint A Színház- és Filmművészeti Főiskola hallgatóinak kisfilmjeit, továbbá a miskolci rövidfilmfesztivál díjnyertes alkotásait. A Vietnámmal való szolidaritás jegyében külön díszelőadáson mutatták be a frissdiplomás Sipos István 45 perces, részben Európában, részben Vietnámban forgatott Beavatkozás című színes dokumentumfilmjét.
A játékfilmszemle szakmai vitái alapvetően két, a filmművészek elméleti szaklapjában, a Filmkultúrában előzetesen leközölt vitaindítók köré csoportosultak:
- az első Vitányi Iván: Pályakezdőink valóságlátása című bevezető tanulmánya alapján a fiatal filmesek munkájával, problémáival foglalkozott;[13] ehhez kapcsolódott a retrospektív sorozat;
- a második vitatéma Rényi Péter: Kérdező kor, kérdező film? című tanulmánya volt;[14]
- ezen felül megbeszélésre jöttek össze a szemle folyamán a filmklubok előadói, továbbá
- külön kerékasztal beszélgetésre kerül sor a filmesztétika egyetemi oktatásáról.

Naponta szerveztek közönség-művész találkozókat a Pannónia Szálló nagytermében. A kezdeti lelkesedés azonban a szemle végére lelohadt; az utolsó napon érdeklődés hiányában el is maradt. Újdonsága volt a szemlének, hogy a Magyar Televízió A mozinéző kérdez címmel 1969. október 14-én felvételt készített, amelyet egy későbbi időpontban (október 29.) sugároztak. Az előzetesen vagy a felvétel alatt feltett, a magyar filmművészetet, a film- és moziszakmát, valamint a filmforgalmazást érintő kérdésekre az iparág és filmművészeti élet vezető képviselői válaszolnak: Újhelyi Szilárd, a Művelődésügyi Minisztérium filmművészeti főosztályának vezetője, Ranódy László filmrendező, Kovács András filmrendező, a Magyar Film- és Tv-Művészek Szövetsége főtitkára, Bors Ferenc, a Mozgóképforgalmazási Vállalat igazgatója, Dósai István, a Hungarofilm vezérigazgatója, Papp Sándor, a Magyar Filmtudományi Intézet és Filmarchivum igazgatója, Révész Miklós, a Mafilm igazgatója, Bernáth László filmkritikus, Föld Ottó főgyártásvezető, Bacsó Péter filmrendező, az I. számú, Köllő Miklós, a II. számú, és Herskó János filmrendező, a III. számú Játékfilmstúdió vezetője. A műsort Szepesi György vezette.
Az 5. játékszemlére mintegy félszáz külföldi újságíró, filmesztéta érkezett a szocialista országok és a nyugati világ jelentős sajtóorgánumaitól, de a látogatók között volt rendező és operatőr is.
Értékelésében a zsűri úgy vélte, hogy „filmművészetünk lendületvesztésétől nincs okunk tartani. Ellenkezőleg. A versenyre jelölt nyolc film művészi színvonala kiegyenlített ... Témában, műfajban, stílusban egyaránt gazdagodást, az eszközök, az ábrázolásmódok biztató gyarapodását s a növekvő műgondot” mutattak. A díjakat illetően nem történt meglepetés. A zsűri a társadalmi fődíjat Sára Sándor a válogatás során is legtöbb szavazatot kapott Feldobott kő című filmjének ítélte, mivel „e filmben jelentkezett a legsűrítettebben és a legmagasabb szinten a ... felelősségtudattól áthatott művészi magatartás, az átmeneti kor társadalmi és erkölcsi összeütközéseinek nyílt feltárása”. A közönség díját a pécs-baranyai mozikban lefolyt közvélemény-kutatás 8156 érvényes szavazólapjának tanúsága szerint kiemelkedő szavazataránnyal nyerte el Fábri Zoltán A Pál utcai fiúk című filmje. A zsűri a döntésben annak bizonyságát látta, hogy „a magasfokú művészi igényesség és a nézők várakozása közt nem szükségszerű az ellentét. Fábri Zoltán a világszerte nagyrabecsült klasszikus ifjúsági regényt a mű iránti alázattal, s mégis eredetien, filmszerűen, a mai emberhez is szólva alkotta újjá”. A szakmai díjak hangsúlya a színészi teljesítményekre esett: a női és férfi főszereplőknek kiosztott díjak mellett két-két mellékszerepekben jeleskedő művész is díjat kapott, ugyanakkor nem értékelték a rendezői, operatőri és forgatókönyvírói munkát. A fődíjat elnyert alkotó az előző évhez hasonlóan egy Aranybusót vehetett át, míg a többi díj – közönségdíj, színészi díjak – nyertesét normál busó álarc illette meg.
A szemle lehetőséget adott arra, hogy Ranódy László filmrendező, a szemle intéző bizottságának elnöke a megnyitón megemlékezzen a nem sokkal korábban elhunyt két kiváló filmrendezőről, Gertler Viktorról és Bán Frigyesről.

## Zsűri
- Palkó Sándor, a Baranya megyei tanács vb. elnöke, zsűrielnök;[1]
- B. Nagy László filmkritikus;
- Bocz József újságíró, a Dunántúli Napló főszerkesztője;
- Bogár József, a Szakszervezetek Baranya megyei tanácsának vezető titkára;
- Csorba Győző költő, műfordító;
- Dobozy Imre író;
- Elek Judit filmrendező;
- Fehér Imre filmrendező;
- Nagy Ferenc;
- Papp Imre, Pécs város tanácsának vb. elnökhelyettese;
- Pécsi Ferenc, a Magyar Rádió és Televízió elnökhelyettese;
- Rejtő János, a Baranya megyei Moziüzemi Vállalat igazgatója;
- Somogyi József Kossuth-díjas szobrászművész;
- Szotáczky Mihály egyetemi tanár, a Jogtudományi Egyetem dékánja;
- Takács Gyula, a Baranya megyei tanács elnökhelyettese;
- Tárnok János, a Művelődésügyi Minisztérium filmfőosztályának helyettes vezetője;
- Tóka Jenő, a Mecsek Ércbánya Vállalat igazgatója.[3]

## Versenyfilmek
- A Pál utcai fiúk, rendező: Fábri Zoltán
- Fejlövés, rendező: Bacsó Péter
- Feldobott kő, rendező: Sára Sándor
- Fényes szelek, rendező: Jancsó Miklós
- Ismeri a szandi mandit?, rendező: Gyarmathy Lívia
- Isten és ember előtt, rendező: Makk Károly
- Próféta voltál szívem, rendező: Zolnay Pál
- Tiltott terület, rendező: Gábor Pál

## Versenyen kívül vetített filmek

### Magyar filmek

#### Ősbemutatók
- A nagy kék jelzés, rendező: Nádassy László
- Az idő ablakai, rendező: Fejér Tamás
- Egy őrült éjszaka, rendező: Kardos Ferenc
- Imposztorok, rendező: Máriássy Félix (nyitófilm)
- Isten hozta, őrnagy úr!, rendező: Fábri Zoltán (zárófilm)
- Szemüvegesek, rendező: Simó Sándor
- Szeressétek Odor Emiliát!, rendező: Sándor Pál
- Virágvasárnap, rendező: Gyöngyössy Imre

#### Retrospektív sorozat
- Bohóc a falon, rendező: Sándor Pál
- Felmegyek a miniszterhez, rendező: Bán Frigyes
- Gázolás, rendező: Gertler Viktor
- Gyerekbetegségek, rendező: Kardos Ferenc és Rózsa János
- Lássátok feleim, rendező: Fazekas Lajos
- Sziget a szárazföldön, rendező: Elek Judit
- Tízezer nap, rendező: Kósa Ferenc
- Ünnepnapok, rendező: Kardos Ferenc

#### Egyéb filmek
- A Balázs Béla Stúdió filmjei
- A Színház- és Filmművészeti Főiskola hallgatóinak rövidfilmjei
- A miskolci rövidfilmfesztivál díjnyertes filmjei
- Beavatkozás, rendező: Sipos István (dokumentumfilm)

### Külföldi filmek
- A Tejút (La Voie lactée), rendező: Luis Buñuel
- Dillinger halott (Dillinger è morto), rendező: Marco Ferreri
- Elvira Madigan, rendező: Bo Widerberg
- Horoszkóp (Horoskop), rendező: Boro Drašković
- Légyfogó (Polowanie na muchy)[18] , rendező: Andrzej Wajda
- Őrültség (Hullumeelsus; Безумие), rendező: Kaljo Kiisk
- Vadászjelenetek Alsó-Bajorországban (Jagdszenen aus Niederbayern)[19], rendező: Peter Fleischmann
- Z, avagy egy politikai gyilkosság anatómiája (Z), rendező: Costa-Gavras

## Díjazottak
| A díj megnevezése       | A díjazott mű / alkotó                          |
| ----------------------- | ----------------------------------------------- |
|                         |                                                 |
| A társadalmi zsűri díja |                                                 |
| Társadalmi fődíj        | Feldobott kő (r.: Sára Sándor)                  |
|                         |                                                 |
| A szakmai zsűri díjai   |                                                 |
| Rendezői díj            | A díjat nem osztották ki.                       |
| Operatőri díj           | A díjat nem osztották ki.                       |
| Forgatókönyvírói díj    | A díjat nem osztották ki.                       |
| Női főszereplő díja     | Törőcsik Mari (Holdudvar)                       |
| Férfi főszereplő díja   | Balázsovits Lajos (Feldobott kő, Fényes szelek) |
| Színésznői különdíj     | Berek Kati (Próféta voltál szívem)              |
| Színésznői különdíj     | Soós Edit (Ismeri a szandi mandit?)             |
| Színészi különdíj       | Kállai Ferenc (Ismeri a szandi mandit?)         |
| Színészi különdíj       | Novák István (Tiltott terület)                  |
| Egyéb díj               |                                                 |
| A közönség díja         | A Pál utcai fiúk (r.: Fábri Zoltán)             |

## A filmszemle vendégei
Az V. Magyar Játékfilmszemle vendégei elsősorban a bemutatott filmek magyar alkotói és színészei, valamint szakírók és filmkritikusok, továbbá a filmgyártás és -forgalmazás szakemberei közül kerültek ki. A helyszíni tudósítások szerint a következő hírességek megfordultak a szemlén:
- Almási Miklós
- B. Nagy László
- Bacsó Péter
- Balogh Mária
- Bánffy György
- Bara Margit
- Bernáth László
- Bertha Bulcsu
- Bürös Gyöngyi
- Michel Capdenac
- Csorba Győző
- Dajka Margit
- Dobozy Imre
- Elek Judit
- Fehér Imre
- Fejér Tamás
- Föld Ottó
- Gábor Pál
- Gyöngyössy Imre
- Hernádi Gyula
- Herskó János
- Jancsó Miklós
- Korga György
- Kovács András
- Köllő Miklós
- Kuczka Péter
- Lénárd Judit
- Máriássy Félix
- Máriássy Judit
- Mönich László
- Paál László
- Pecsenke József
- Péva Ibolya
- Pintér György
- Ranódy László
- Rényi Péter
- Sándor Pál
- Sára Sándor
- Somogyi József
- Somogyi Tóth Sándor
- Soós Edit
- Szabó Tünde
- Szécsényi Ferencné
- Szepesi György
- Szervátiusz Jenő
- Szervátiusz Tibor
- Tamási Eszter
- Thiery Árpád
- Újhelyi Szilárd
- Vértessy Sándor
- Vitányi Iván
- Vujicsics Tihamér
- Zalatnay Sarolta
- Zenthe Ferenc
- Zimre Péter
- Zolnay Pál

## További információ
- Bokor László – Farkas Kálmán:  5. Magyar Játékfilmszemle. filmhiradokonline.hu. Budapest: Budapest Filmstúdió (1969. október)  (Hozzáférés: 2025. április 7.) Magyar Filmhíradó 43/2 (1 min 28 s).